# Alexandra Park
Alexandra Park (Sydney, 14 maggio 1989) è un'attrice australiana.

## Biografia
Debutta in televisione nel 2009 nella soap opera australiana Home and Away, per la quale ricopre il ruolo di Claudia Hammond fino al 2013. Dal 2015 recita nella serie TV americana di successo The Royals nei panni della principessa Eleanor.
Nel 2017 riceve il primo vero incarico cinematografico della sua carriera, partecipando come protagonista nel film thriller 12 Feet Deep, affiancata da attori come Nora-Jane Noone, Diane Farr e Tobin Bell.

## Vita Privata
Dal 23 maggio 2022 è sposata con James Lafferty.

## Filmografia

### Cinema
- 12 Feet Deep, regia di Matt Eskandari (2017)
- Ben is Back, regia di Peter Hedges (2018)

### Televisione
- Home and Away – serie TV, 30 episodi (2009-2013)
- The Elephant Princess – serie TV, 23 episodi (2011)
- Packed to the Rafters – serie TV, episodio 4x15 (2011)
- Wonderland – serie TV, episodio 1x11 (2013)
- The Royals – serie TV, 40 episodi (2015-2018)